# Campionato Primavera 2014-2015 (calcio femminile)
L'edizione 2014-2015 è stata la sedicesima nella storia del Campionato Primavera Femminile.

## Formula
Il torneo si divide in due fasi: una fase regionale, organizzata dai rispettivi comitati, ed una fase nazionale. La fase regionale viene organizzata autonomamente dai singoli comitati regionali, i quali optano a seconda dei casi per un campionato, una coppa, eccetera. Le vincitrici dei rispettivi tornei regionali, acquisiscono il diritto di partecipare alla fase nazionale. La fase nazionale consiste in due fasi: una a gironi ed una ad eliminazione diretta. Nella fase a gironi, ogni squadra disputa nel proprio un numero pari di gare in casa ed in trasferta: la squadra che riposa nella prima giornata è determinata per sorteggio, effettuato a cura del Dipartimento, così come la squadra che disputa la prima gara in trasferta; riposa nella seconda giornata la squadra che ha vinto la prima gara o, in caso di pareggio, quella che ha disputato la prima gara in trasferta; nella terza giornata si disputa la gara fra le due squadre che non si sono incontrate in precedenza: gioca in casa la squadra che non ha disputato alcun incontro in casa. Al termine delle rispettive giornate, la prima classificata di ogni girone accede alla fase ad eliminazione diretta. Le gare della fase ad eliminazione diretta si disputano con turni di andata e ritorno, mentre la finale è in gara unica su campo neutro.

## Limiti di età
Possono partecipare alla fase regionale solo le calciatrici nate dal 1º gennaio 1996 in poi e che, comunque, abbiano anagraficamente compiuto il 14º anno di età, regolarmente tesserate per le rispettive Società nella stagione in corso. Per la sola fase a gironi della fase nazionale, possono essere impiegate fino a quattro atlete fuori quota nate dal 1º gennaio 1995 al 31 dicembre 1995.

## Partecipanti
In questa stagione, sono state 12 le squadre ammesse alla fase finale dai rispettivi campionati regionali.
- AGSM Verona
- Alba
- Brescia
- Chieti
- Firenze
- Grifo Perugia

- L.F. Jesina
- Ligorna
- Napoli
- Res Roma
- Pink Sport Time
- Ženský-Padova

Le 12 partecipanti sono state divise in 4 gironi da 3 squadre, con divisione geografica.
Ogni squadra disputa nel proprio girone due gare (una in casa ed una in trasferta): al termine delle tre giornate, la prima classificata di ogni girone accede alla fase ad eliminazione diretta.
Le semifinali si disputano in gare di andata e ritorno, mentre la finalissima si disputerà in gara secca su campo neutro.

## Fase nazionale

### Fase a gironi

#### Girone A
- Chieti -  Napoli -  Pink Sport Time

| Data       | Squadra numero 1 | Squadra numero 2 | Risultato |
| ---------- | ---------------- | ---------------- | --------- |
| 17.05.2015 | Pink Sport Time  | Chieti           | 11-0      |
| 20.05.2015 | Chieti           | Napoli           | 2-14      |
| 24.05.2015 | Napoli           | Pink Sport Time  | 3-3       |

| Squadra            | Pt | G | V | N | P | RF | RS | DR  |
| ------------------ | -- | - | - | - | - | -- | -- | --- |
| 1. Napoli          | 4  | 2 | 1 | 1 | 0 | 17 | 5  | +12 |
| 2. Pink Sport Time | 4  | 2 | 1 | 1 | 0 | 14 | 3  | +11 |
| 3. Chieti          | 0  | 2 | 0 | 0 | 2 | 2  | 25 | -23 |

#### Girone C
- Alba -  Firenze -  Ligorna

| Data       | Squadra numero 1 | Squadra numero 2 | Risultato |
| ---------- | ---------------- | ---------------- | --------- |
| 17.05.2015 | Alba             | Ligorna          | 12-1      |
| 20.05.2015 | Ligorna          | Firenze          | 0-8       |
| 24.05.2015 | Firenze          | Alba             | 2-1       |

| Squadra    | Pt | G | V | N | P | RF | RS | DR  |
| ---------- | -- | - | - | - | - | -- | -- | --- |
| 1. Firenze | 6  | 2 | 2 | 0 | 0 | 10 | 1  | +9  |
| 2. Alba    | 3  | 2 | 1 | 0 | 1 | 13 | 3  | +10 |
| 3. Ligorna | 0  | 2 | 0 | 0 | 2 | 1  | 20 | -19 |

#### Girone B
- AGSM Verona -  Grifo Perugia -  Res Roma

| Data       | Squadra numero 1 | Squadra numero 2 | Risultato |
| ---------- | ---------------- | ---------------- | --------- |
| 17.05.2015 | Res Roma         | Grifo Perugia    | 6-0       |
| 20.05.2015 | Grifo Perugia    | AGSM Verona      | 0-4       |
| 24.05.2015 | AGSM Verona      | Res Roma         | 1-2       |

| Squadra          | Pt | G | V | N | P | RF | RS | DR  |
| ---------------- | -- | - | - | - | - | -- | -- | --- |
| 1. Res Roma      | 6  | 2 | 2 | 0 | 0 | 8  | 1  | +7  |
| 2. AGSM Verona   | 3  | 2 | 1 | 0 | 1 | 5  | 2  | +3  |
| 3. Grifo Perugia | 0  | 2 | 0 | 0 | 2 | 0  | 10 | -10 |

#### Girone D
- Brescia - L.F. Jesina - Ženský-Padova

| Data       | Squadra numero 1 | Squadra numero 2 | Risultato |
| ---------- | ---------------- | ---------------- | --------- |
| 17.05.2015 | Ženský-Padova    | L.F. Jesina      | 1-1       |
| 20.05.2015 | Brescia          | Ženský-Padova    | 5-2       |
| 24.05.2015 | L.F. Jesina      | Brescia          | 0-9       |

| Squadra          | Pt | G | V | N | P | RF | RS | DR  |
| ---------------- | -- | - | - | - | - | -- | -- | --- |
| 1. Brescia       | 6  | 2 | 2 | 0 | 0 | 14 | 2  | +12 |
| 2. L.F. Jesina   | 1  | 2 | 0 | 1 | 1 | 1  | 10 | -9  |
| 3. Ženský-Padova | 1  | 2 | 0 | 1 | 1 | 3  | 6  | -3  |

#### Verdetti
Accedono alla fase a eliminazione diretta le prime di ogni gruppo.
Girone A:  Napoli
Girone B:  Res Roma
Girone C:  Firenze
Girone D:  Brescia

### Semifinali
| Squadra 1 | Totale | Squadra 2 | Andata | Ritorno |
| --------- | ------ | --------- | ------ | ------- |
| Napoli    | 0-7    | Res Roma  | 0-3    | 0-4     |
| Firenze   | 6-3    | Brescia   | 4-2    | 2-1     |

#### Gare d'andata
| Arbitro: | Carrione (Castellammare di Stabia) |

|  |           |                               |
|  | Marcatori | 3’, 48’ Palombi 74’ Simonetti |

| Arbitro: | Fiero (Pistoia) |

|                                       |           |                       |
| Razzolini 8’, 35’ Nocchi 32’ Domi 78’ | Marcatori | 6’ Serturini 60’ Mele |

#### Gare di ritorno
| Arbitro: | Paggiola (Legnano) |

|              |           |                          |
| Pezzotta 43’ | Marcatori | 75’ Vigilucci 83’ Fusini |

| Arbitro: | Di Marco (Ciampino) |

|                                  |           |  |
| Labate 32’, 60’, 62’ Palombi 58’ | Marcatori |  |

### Finale
| Squadra 1 | Risultato     | Squadra 2 |
| --------- | ------------- | --------- |
| Firenze   | 2-2 (1-3 dcr) | Res Roma  |

#### Tabellino
| Arbitro: | Feudato (Chiavari) |

|                         |                      |                                       |
| Cinotti 34’ Cosi 43’    | Marcatori            | 62’, 79’ Palombi                      |
| Borghesi Ferrara Nocchi | Tiri di rigore 1 – 3 | Digiammarino Labate Simonetti Palombi |